# Выборы губернатора Омской области (2015)
Досрочные выборы губернатора Омской области состоялись в Омской области 13 сентября 2015 года в единый день голосования.
На 1 июля 2015 года в Омской области было зарегистрировано 1 563 857 избирателей.

## Предшествующие события
С ноября 1991 года по май 2012, свыше 20 лет, правительство Омской области возглавлял Леонид Полежаев. В мае 2012 году, когда истёк очередной губернаторский срок Полежаева, выборы глав регионов в России не проводились, кандидату губернатора выбирал президент России, а наделяло полномочиям региональное заксобрание. И хотя незадолго до этого, в начале мая, президент Дмитрий Медведев подписал закон, возвращавший в России прямые выборы глав регионов, он вступал в силу только 1 июня 2012 года, а выборы по новым правилам планировались 14 октября 2012 года. Таким образом после истечения срока полномочий Полежаев прямые выборы губернатора ещё не могли быть назначены и в апреле 2012 президент Медведев предложил заксобранию Омской области на должность губернатора гендиректора компании «Газпром межрегионгаз Омск» Виктора Назарова. Он был наделён полномочиями на пятилетний срок до мая 2017 года.
Однако уже через 3 года, в мае 2015, Виктор Назаров досрочно подал в отставку и при этом попросил у президента Путина разрешения баллотироваться вновь (в иных случаях закон это запрещает). Путин разрешение дал и назначил Назарова врио губернатора до вступления в должность избранного на выборах.

## Ключевые даты
- 11 июня 2015 заксобрание Омской области назначило выборы на единый день голосования — 13 сентября 2015 года
  - следующие 3 дня — опубликование расчёта числа подписей, необходимых для регистрации кандидата
  - следующие 20 дней (до 5 июля) — период выдвижения кандидатов
  - агитационный период начинается со дня выдвижения кандидата и прекращается за одни сутки до дня голосования
- с начала июля по 29 июля — период сбора подписей муниципальных депутатов и регистрация заявлений кандидатов в избирательной комиссии.
- с 15 августа по 11 сентября — период агитации в СМИ
- 12 сентября — день тишины
- 13 сентября — день голосования

## Выдвижение и регистрации кандидатов

### Право выдвижения
Губернатором Омской области согласно уставу может быть избран гражданин Российской Федерации достигший возраста 30 лет.
В Омской области кандидаты выдвигаются только политическими партиями, имеющими в соответствии с федеральными законами право участвовать в выборах. Самовыдвижение не допускается.
У кандидата не должно быть гражданства иностранного государства либо вида на жительство в какой-либо иной стране.

### Муниципальный фильтр
1 июня 2012 года вступил в силу закон, вернувший прямые выборы глав субъектов Российской Федерации. Однако был введён так называемый муниципальный фильтр. Всем кандидатам на должность главы субъекта РФ (как выдвигаемых партиями, так и самовыдвиженцам), согласно закону, требуется собрать в свою поддержку от 5 % до 10 % подписей от общего числа муниципальных депутатов и избранных на выборах глав муниципальных образований, в числе которых должно быть от 5 до 10 депутатов представительных органов муниципальных районов и городских округов и избранных на выборах глав муниципальных районов и городских округов. Муниципальным депутатам представлено право поддержать только одного кандидата.
В Омской области кандидаты должны собрать подписи 5 % муниципальных депутатов и глав муниципальных образований. Среди них должны быть подписи депутатов районных и городских советов и (или) глав районов и городских округов в количестве 5 % от их общего числа. Кроме того, кандидат должен получить подписи не менее чем в трёх четвертях районов и городских округов.
По расчёту избирательной комиссии каждый кандидат должен собрать подписи от 234 до 245 депутатов всех уровней и глав муниципальных образований, из которых от 30 до 32 — депутатов райсоветов и советов городских округов и глав районов и городских округов. При этом нужно собрать подписи не менее чем в 25 районах из 33.

### Кандидаты в Совет Федерации
С декабря 2012 года действует новый порядок формирования Совета Федерации. Так каждый кандидат на должность губернатора при регистрации должен представить список из трёх человек, первый из которых, в случае избрания кандидата, станет сенатором в Совете Федерации от правительства региона.

## Кандидаты
| Кандидат              | Должность (на момент выдвижения)                                                                   | Партия              | Статус                     | Кандидаты в Совет Федерации                            |
| --------------------- | -------------------------------------------------------------------------------------------------- | ------------------- | -------------------------- | ------------------------------------------------------ |
| Андрей Дворецкий      | заместитель директора по развитию Парк культуры и отдыха им. 30-летия ВЛКСМ г. Омска               | Родина              | зарегистрирован            | Алексей Сабельфельд Валерий Столбунов Алексей Якименко |
| Олег Денисенко        | заместитель председателя Комитета Государственной Думы по безопасности и противодействию коррупции | КПРФ                | зарегистрирован            | Виктор Жарков Евгений Молосников Дмитрий Передельский  |
| Иосиф Дроботенко      | пенсионер                                                                                          | Справедливая Россия | отозван партией            | —                                                      |
| Ян Зелинский          | депутат Государственной Думы                                                                       | ЛДПР                | зарегистрирован            | Оксана Звягинцева Алексей Ложкин Дмитрий Наумов        |
| Виктор Назаров        | врио губернатора Омской области, Председатель Правительства Омской области                         | Единая Россия       | зарегистрирован            | Елена Мизулина Ирина Роднина Владимир Седельников      |
| Александр Подзоров    | первый секретарь Комитета Волгоградское областное отделения партии                                 | Коммунисты России   | зарегистрирован            | Владимир Жуков неизвестен                              |
| Александр Стрельников | генеральный директор торгового дома «Омский ювелир»                                                | РППС                | выбыл по личному заявлению | —                                                      |
| Михаил Федорченко     | пенсионер                                                                                          | Достоинство         | выбыл по личному заявлению | —                                                      |

В конце июня глава омского отделения партии РПР-ПАРНАС Игорь Басов заявил, что партия выдвинет на выборах губернатора Омской области французского актера Жерара Депардьё, который в 2013 году получил гражданство РФ. Позднее Басов объявил об отказе Депардьё, а также пояснил, что инициатива имела целью, прежде всего, «показать абсурдность избирательной системы в том, что касается так называемого „муниципального фильтра“».
Подвергли критике требования «муниципального фильтра» также кандидат от КПРФ Олег Денисенко и глава регионального отделения партии «Яблоко» Сергей Костарев.
25 июля партия «Справедливая Россия» объявила о решении отозвать своего кандидата Иосифа Дроботенко и поддержать кандидата «Единой России» Виктора Назарова. Назаров, в случае избрания, пообещал включить справедливороссов в состав будущего коалиционного правительства. Также Назаров включил в свой список кандидатов в Совет Федерации депутат Госдумы от «Справедливой России» Елену Мизулину.
Александр Подзоров («Коммунисты России») публично назвал только одного кандидата в Совет Федерации — телеоператора Владимира Жукова, имена двух других он скрыл «из соображений безопасности».
Областная избирательная комиссия отказала выдвиженцу от КПРФ в регистрации из-за двойных подписей. Депутат Крутинского райсовета Нина Лушова сначала подписалась за Виктора Назарова, кандидата от «Единой России», а затем за представителя коммунистов. Сообщалось, что подпись за единоросса она могла поставить под принуждением. Не согласившись с решением облизбиркома, Олег Денисенко подал иск в Омский областной суд, но процесс проиграл. Тогда он подал апелляционную жалобу в вышестоящую инстанцию, где 28 августа Верховный суд России удовлетворил жалобу Денисенко и восстановил его на выборах в качестве зарегистрированного кандидата.

## Итоги выборов
| Место                       | Место                       | Кандидат                    | Партия                      | Голосов   | %       |
| --------------------------- | --------------------------- | --------------------------- | --------------------------- | --------- | ------- |
|                             | 1.                          | Виктор Назаров              | Единая Россия               | 316 527   | 59,99 % |
|                             | 2.                          | Олег Денисенко              | КПРФ                        | 148 501   | 28,15 % |
|                             | 3.                          | Ян Зелинский                | ЛДПР                        | 19 372    | 3,67 %  |
|                             | 4.                          | Андрей Дворецкий            | Родина                      | 19 088    | 3,62 %  |
|                             | 5.                          | Александр Подзоров          | Коммунисты России           | 12 262    | 2,32 %  |
| Недействительных бюллетеней | Недействительных бюллетеней | Недействительных бюллетеней | Недействительных бюллетеней | 11 802    | 2,24 %  |
| Всего                       | Всего                       | Всего                       | Всего                       | 527 552   | 100 %   |
|                             |                             |                             |                             |           |         |
| Действительных бюллетеней   | Действительных бюллетеней   | Действительных бюллетеней   | Действительных бюллетеней   | 515 750   | 98,24 % |
| Явка                        | Явка                        | Явка                        | Явка                        | 527 552   | 33,79 % |
| Общее число избирателей     | Общее число избирателей     | Общее число избирателей     | Общее число избирателей     | 1 561 271 |         |